# Berczik Árpád (író)

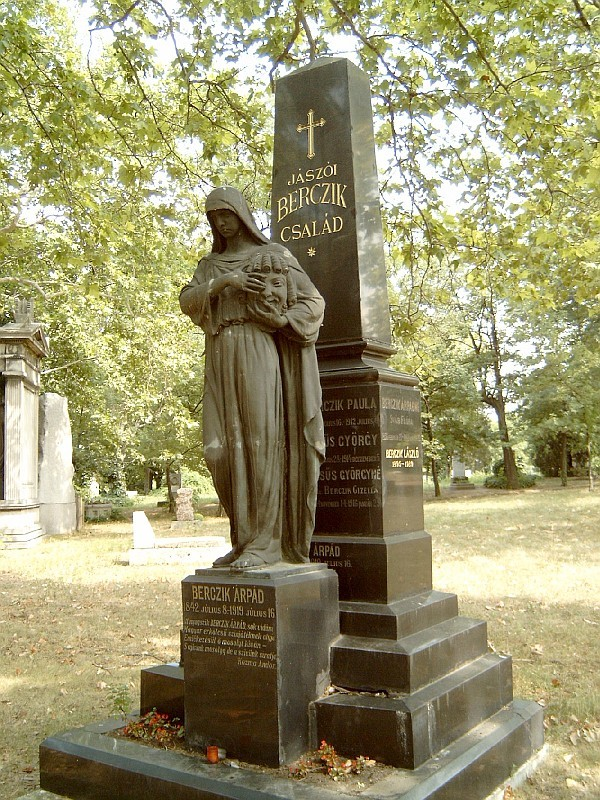
Berczik Árpád sírja Budapesten. Kerepesi temető: 19/1-1-6. Alkotók: Kisfaludi Strobl Zsigmond és Seenger-műhely

Jászói Berczik Árpád (Temesvár, 1842. július 8. – Budapest, 1919. július 16.) magyar novellista, színműíró, MTA tag (levelező: 1888, rendes: 1907, tiszteleti: 1916)

## Élete
A római katolikus nemesi származású jászói Berczik család sarja. Apja, jászói Berczik Pál (1808–1871), ügyvéd, táblabíró, édesanyja, Hazay Terézia (1823–1895) volt. Apai nagyszülei jászói Berczik László (1770–1840) és Klocz Zsuzsanna voltak. A család ősapja, Berczik János, 1640. április 24-én nemességet és címert szerzett III. Ferdinánd magyar királytól.
Jogot végzett. 1864-től a helytartótanácsi, 1867-től pedig a miniszterelnökségi sajtóosztály tisztviselője, 1872–1904 között vezetője volt. 1870–1872 között a Pesti Napló tárcaírója volt. 1873-tól a Kisfaludy Társaság tagja volt. 1879-től a Petőfi Társaság tagja volt. 1887-től miniszteri tanácsosként dolgozott. 1888-ban a Magyar Tudományos Akadémia levelező tagjává választotta. 1904-ben nyugdíjba vonult. 1907-ben az MTA rendes tagja, 1916-ban pedig tiszteleti tagja lett.

### Magánélete
Felesége Sváb Flóra (1856–Budapest, 1942. január 22.) volt. Frigyükből nem született gyermek.

## Irodalmi munkássága
Számos elbeszélése, költeménye, tanulmánya jelent meg a lapokban, folyóiratokban. Írói pályáját versekkel kezdte, melyek az Üstökösben és a Hindy Árpád által kiadott Ibolyák című költeményfüzérben jelentek meg. Írt elbeszéléseket, a Borsszem Jankó című élclap állandó munkatársa volt. Leginkább mégis a színpadhoz vonzódott, sikereit is  színdarabjaival érte el. Első műve 1862-ben került színre a Nemzeti Színházban, első sikere A fertálymágnások (1867) című operett. Legnagyobb sikerét a Kisfaludy Sándor és Szegedy Róza szerelméről szóló Himfy dalai (1898) című színművével aratta.
A 19. század utolsó harmadának egyik legtermékenyebb hazai színpadi szerzője volt. 58 színdarabot írt, ezek közül a fővárosban 47 darabja került színre. Tömegesen vitte színre korának jellemző alakjait, legszívesebben a politikai élet élősködőit. Szinte kizárólag vígjátékokat és népszínműveket írt, darabjaiból derűs életszemlélet áradt. Vígjátékai hasonlítottak egymáshoz, de a közönség többnyire szívesen fogadta előadásukat. Enyhe szatíráját a fővárosba került dzsentri, az előkelő környezetbe vágyó polgárcsaládok és a rangkórságban szenvedő pesti kereskedők ellen irányította. A meseszövésben nem volt erős, komikus helyzetei a darabokban sokszor visszatértek. Népszínműveinek meséje és alakjai önmagukat és a korabeli népszínmű bevett sémáit ismételték. A személyek ünneplő ruhában járó, szépen beszélő stilizált parasztlegények és parasztleányok; az ifjú szerelmesek útját félreértések, akadályok nehezítik, de végül mindig akad kibékítő megoldás; a történeteket gyakran népies dalok élénkítik. Színdarabjainak legnagyobb része nem csak mára, hanem már életében elavult.

## Művei
- Lidi. Vígjáték. Pest, 1861[5]
- Két vígjáték. Pest, 1869 (A fertálymágnások, A népszerűség. Mindkettő a Budai Népszínházban került színre.)
- A közügyek. Vígjáték. Pest, 1871 (Nemzeti Színház) Online
- A Székelyföldön. Népszínmű. Budapest, 1874 (Száz arannyal jutalmazott pályamű. A Nemzeti Színházban hatszor került színre.)
- Házasítók. Vígjáték. Budapest, 1875 (Nemzeti Színház)
- Az igmándi kispap. Népszínmű. Budapest, 1881 (Népszínház)
- Nézd meg az anyját. Vígjáték. Budapest, 1883 (Nemzeti Színház)
- A protekció. Vígjáték. Budapest, 1885 (Nemzeti Színház)
- A bálkirálynő. Vígjáték. Budapest, 1885 (Nemzeti Színház)
- A veteránok. Fővárosi életkép. Budapest, 1886 (Népszínház)
- A parasztkisasszony. Népszínmű. Budapest, 1886 (Népszínház)
- Víg órák. Elbeszélések. Budapest, 1888
- A svihákok. Vígjáték. Budapest, 1889 (Nemzeti Színház)
- Postás Klári. Népszínmű. 1891 (Népszínház)
- A Berczik-család nemzedékrendje, 1892
- A peterdi csata. Vígjáték. Budapest, 1891 (Nemzeti Színház)
- A papa. Vígjáték. Budapest, 1894 (A Magyar Tudományos Akadémia Teleki-díjával jutalmazott pályamű. Nemzeti Színház)
- Őszi hajtás. Elbeszélések. Budapest, 1897
- Himfy dalai. Történeti vígjáték. Budapest, 1898 (Nemzeti Színház. Harminc év alatt 83-szor került színre.)
- A kurucok Párisban. Történeti vígjáték. Budapest, 1902 (Nemzeti Színház)
- Miniszterválság. Vígjáték. Budapest, 1905 (Nemzeti Színház)
- Az udvari tanácsos. Vígjáték. Budapest, 1905 (Vígszínház)
- A figyelmes férj. Elbeszélések. Budapest, 1906
- A pozsonyi diéta. Történeti vígjáték. Budapest, 1907 (Nemzeti Színház)
- Nyári feleség, Férjem nősül és egyéb elbeszélések. Budapest, 1910 Online
- Magyar tárcák. Budapest, 1912
- Berczik Árpád színművei. Öt kötet. Budapest, 1912 (A válogatott gyűjteményt Kéky Lajos rendezte sajtó alá.)